# 佩布爾鎮區 (內布拉斯加州道奇縣)
佩布爾鎮區（英語：Pebble Township）是位於美國內布拉斯加州道奇縣的一個行政鎮區。

## 地方資料
佩布爾鎮區的面積為92.98平方千米，當中陸地面積為91.58平方千米，而水域面積為1.40平方千米。根據2020年美國人口普查的數據，當地共有人口423人，而人口密度為每平方千米4.55人。